# Kwabena Darko
Kwabena Darko (* 23. Oktober 1942 in Bekwai, Ghana) ist ein Politiker, Pastor, Industrieller und Multimillionär in Ghana.

## Ausbildung
Darko stammte aus ärmeren Verhältnissen und verlor seinen leiblichen Vater früh. Daher absolvierte er einen großen Teil seiner Ausbildung in Teilzeit, um auch einen Beitrag zum Familieneinkommen leisten zu können. Sein Stiefvater, der Geflügelfarmer war, schickte ihn an das Ruppin College in Israel, um Landwirtschaft zu studieren. Darko spezialisierte sich bereits hier auf die Geflügelhaltung.

## Industriemagnat
Darko begann seine Karriere als Mitarbeiter der Staatsfarmen in Ghana (Ghana State Farms Corporation). Bereits sechs Monate später kündigte er, um Manager der zentralen Eierfarm des Familienunternehmens Darko Farms in Kumasi zwischen 1960 und 1969 zu werden. Im Anschluss daran wurde er Vorsitzender und geschäftsführender Gesellschafter der von ihm gegründeten Darko Farms & Co. Ltd. Diesen Posten hält Darko noch heute als Mehrheitsgesellschafter der Firma. Das Familienunternehmen produziert 50 Prozent aller Geflügelprodukte in Ghana und ist damit nicht nur Marktführer in Ghana, sondern in ganz Westafrika. Aufgrund dieser wirtschaftlichen Erfolge wird Darko auch "Poultry King" (dt. Geflügelkönig) genannt.
Zwischen 1979 und 1983 hatte Darko den Posten des Präsidenten der Animal Science Association inne und wurde zwischen 1979 und 1984 ebenfalls Stellvertretender Präsident der Nationalen Rates für Geflügel in Ghana.
Ferner besetzt Darko unter anderem folgende Positionen:
- Vorstandsmitglied, Empretec Ghana Foundation 1995–2002
- Vorstandsmitglied, Opportunity International Network – 1997
- Vorstandsmitglied, Oasis International Training Center – seit 2000
- Vorstandsmitglied, The Bank of Ghana – seit 2001

## Politiker
Bei der Präsidentschaftswahl im Jahr 1992 trat Kwabena Darko für die National Independence Party (NIP) als Präsidentschaftskandidat an und unterlag dem späteren Präsidenten und ehemaligen Militärdiktator Jerry Rawlings. Im gleichen Jahr boykottierte die NIP neben anderen Parteien die Wahlen zum ghanaischen Parlament.

## Pastor
Im Alter von sechzehn wurde Darko zu einem gläubigen Christen. Der evangelikale Morris Cerullo kam in den Wohnort von Darko und nahm ihn schnell als Prediger auf. Noch heute wendet Darko einen Teil seiner Gewinne aus dem Familienunternehmen auf, um seine Kirche zu unterstützen. Auch hier ist Darko zu wichtigen Posten innerhalb der Kirchenhierarchie aufgestiegen. Er wurde im Jahr 2000 "Minister of the Gospel".

## Familie
Darko ist verheiratet mit Christina, mit der er sechs gemeinsame Kinder hat. Seine Kinder heißen Sam, Veron, Jonathan, Maxine, Mercy und Bernice in der Reihenfolge ihrer Geburt. Christina und Kwabena Darko haben fünf Enkelkinder.
Darkos Eltern entstammten keinen reichen Verhältnissen, sein Vater verstarb früh. Darko musste daher sehr früh neben seinen Pflichten als Schüler zum Einkommen der Familie beitragen. Darkos Mutter heiratete in zweiter Ehe einen Geflügelbauern mit einem kleinen Geflügelbetrieb.

## Ehrungen
- Ordensverleihung des Grand Medal, "Order of the Volta" -1978
- Nationale Auszeichnung die die Verdienste in der Landwirtschaft – 1978
- Auszeichnung der Ghana Animal Science Association für besondere Verdienste innerhalb der Vereinigung – 1982
- Auszeichnung als bester Landwirt der königlichen Landwirtschaftsshow, London – 1984
- Ehrenmitglied der Akademie der Wissenschaften, Ghana – 1985
- Bester nationaler Geflügelbauer – 1986
- Ehrenauszeichnung für besondere Verdienste an Ghana der Feed Millers Association – 1992
- Ghana Business Hall of Fame – 1992
- Ernennung zum "Minister Of The Gospel" – 2000
- Ehrendoktortitel der Wissenschaften der Kwame Nkrumah University of Science and Technology(KNUST) – 2002
- Ehrendoktortitel der "Göttlichkeit" des Global Missions and Bible College London – 2002